# Světový pohár v biatlonu 2018/2019 – Anterselva
6. podnik Světového poháru v biatlonu v sezóně 2018/19 probíhal od 24.  do 27. ledna 2019 v italské Anterselvě. Na programu podniku byly závody ve sprintech, stíhací závody a závody s hromadným startem.
Závodů se nezúčastnil Jakub Štvrtecký, který se připravoval na mistrovství světa juniorů.

## Program závodů
Oficiální program:
| Datum     | Disciplína                       | Začátek (SEČ) | Počet závodníků |
| --------- | -------------------------------- | ------------- | --------------- |
| 24. ledna | Sprint (ženy)                    | 14:30         | 97              |
| 25. ledna | Sprint (muži)                    | 14:30         | 103             |
| 26. ledna | Stíhací závod (ženy)             | 13:30         | 50              |
| 26. ledna | Stíhací závod (muži)             | 15:30         | 57              |
| 27. ledna | Závod s hromadným startem (ženy) | 12:45         | 30              |
| 27. ledna | Závod s hromadným startem (muži) | 15:30         | 30              |

## Průběh závodů

### Sprinty
V závodě žen získala česká reprezentace opět medaili. Markéta Davidová startovala mezi prvními a v úvodním kole rychle běžela. Vleže zastřílela pomalu, ale čistě. V druhém kole zrychlila a opět čistě, ale pomalu střílela (v celkové rychlosti střelby byla až šestá od konce). V posledním kole ještě zrychlila a v cíli se udržovala první s jasným náskokem. Po ní přijíždělo na druhou střelbu mnoho závodnic, které byly stejně rychlé nebo rychlejší, ale většina z nich na střelnici chybovala. V této fázi závodu ji nejvíce ohrožovala Finka  Kaisa Mäkäräinenová, které ze střelby vstoje odjížděla se ztrátou 7,5 vteřin. Zrychlovala a na posledním mezičase byla jen o 1,9 vteřin pomalejší. Víc však ztrátu nedokázala snížit a dojela 1,7 vteřin za Davidovou. Uprostřed startovního pole pak jela Norka Marte Olsbuová Røiselandová. Ta vyjížděla do posledního kola se ztrátou 10 vteřin, ale snížila ji jen na 3,5 vteřin a dojela třetí až za Finkou. Jako zcela poslední startovala Němka Laura Dahlmeierová. Zpočátku běžela sice o trochu pomaleji než Davidová, ale mnohem rychleji a hlavně bezchybně střílela. Do posledního kola vyjížděla s náskokem 7,7 vteřin na českou reprezentantku. Ten postupně ztrácela, ale 400 m před cílem byla stále první o 0,2 vteřiny. Zatáčky na stadionu však projížděla viditelně unavená a do cíle dojela až na čtvrtém místě se ztrátou 4,2 vteřiny. Markéta Davidová tak získala své první vítězství v závodě světového poháru. Dalším českým závodnicím se nedařilo: nejlépe z nich dojela na 41. místě Veronika Vítková, která udělala jednu chybu při střelbě, ale pomalu běžela.
Při sprintu mužů se zpočátku udržoval na prvním místě v cíli bezchybně střílející Francouz Martin Fourcade. Favorizovaný Nor Johannes Thingnes Bø pak nezasáhl sice jeden terč při střelbě vstoje, ale stejně jako v předcházejících závodech mnohem rychleji běžel. Už při odjezdu ze střelnice byl rychlejší než Fourcade, a když náskok ještě zvýšil, dojel do cíle o více než 20 vteřin dříve než Francouz. Fourcada pak ještě předstihl další Francouz Antonin Guigonnat a Nor Erlend Bjøntegaard, kteří v posledním kole dosáhli výrazně lepšího běžeckého času.
Z českých reprezentantů dojel nejlépe Michal Krčmář na 13. a Tomáš Krupčík na 23. místě. Oba udělali po jedné chybě na střelnici a solidně běželi.

### Stíhací závody
V závodě žen se Markéta Davidová udržovala první kolo s malým náskokem v čele. Při první střelbě vleže však nezasáhla tři terče a klesla na 20. místo. V dalších třech střelbách však udělala už jen jednu chybu, a když přidala rychlý běh, dokončila závod na 14. pozici. Další české biatlonistky udělaly také více chyb (chybovaly však všechny závodnice: i když vítr nebyl silný, v průměru nezasáhly přes tři terče). Na body dosáhla jen Lucie Charvátová díky umístění na 37. místě. 
V závodě vedla od první střelby Němka Laura Dahlmeierová. Při třetí střelbě však nezasáhla jeden terč a dostaly se před ní Italky Dorothea Wiererová a Lisa Vittozziová. Vitozziovou dokázala Dahlmeierová nástupem 400 m před cílem předjet, ale Wiererová již měla větší náskok a závod vyhrála.
Stíhací závod mužů se obešel bez překvapení. Přes tři chyby na střelnici se Johannes Thingnes Bø udržoval stále v čele, i když po druhé střelbě se těsně za něj zařadil Antonin Guigonnat. Ten však celkově běžel mnohem pomaleji, přesto až do cíle druhé místo uhájil. Z Čechů dojel nejlépe Michal Krčmář, který se třemi nezasaženými terči skončil na 12. místě. Tomáš Krupčík udělal o jednu chybu více a skončil o šest pozic za Krčmářem, přesto to pro něj bylo nejlepší umístění v závodech Světového poháru. Závodu se nezúčastnil Ondřej Moravec, který chtěl šetřit síly za nedělní závod s hromadným startem.

### Závody s hromadným startem
V závodě žen dosáhla Markéta Davidová opět velkého úspěchu. Střílela pomalu (v celkových časech střelby byla předposlední), ale nahrazovala to rychlým během: v prvních kolech vždy dostihla vedoucí závodnice. Při první střelbě vstoje udělala svoji první chybu, ale protože všechny závodnice z vedoucí skupiny chybovaly, klesla jen na osmé místo. Do čela se dostala Laura Dahlmeierová. Při poslední střelbě Davidová nechybovala a odjížděla třetí se ztrátou 12 vteřin na Dahlmeierovou a 9 vteřin na další Němku Vanessu Hinzovou. Tu dokázala v polovině posledního kola předjet, ale Dahlmeierová měla už dostatečný náskok a navíc na trati oproti sprintu nezpomalovala. Davidová tak podruhé stála v Anterselvě na stupních vítězů. „Tak jsem si říkala, že i když dám čtyři nuly, tak to nemusí být dobrý. Ale dopadlo to takhle, takže jsem ráda. Byly to skvělé závody a pro mě úplně skvělý víkend,“ říkala v cíli šťastná Davidová.
V závodu mužů nezvítězil Johannes Thingnes Bø, i když opět běžel nejrychleji. Při třetí a čtvrté střelbě udělal po jedné chybě a do posledního kola odjížděl s 30vteřinovou ztrátou na čistě střílejícího Francouze Quentina Fillona Mailleta. Dokázal však stáhnout polovinu jeho náskoku a tak po pěti 
vítězstvích v řadě získal jen druhé místo. Maillet tak vybojoval svoje první vítězství v závodech světového poháru.
Čeští reprezentanti Michal Krčmář a Ondřej Moravec udělali celkem dvě chyby při střelbách. Oba však běželi velmi pomalu a tak obsadili jen 23. a 25. místo. Nestartoval Tomáš Krupčík, který si sice vybojoval svoji první účast v závodu s hromadným startem, ale v noci byl nachlazený a tak jej trenéři nenasadili.

## Umístění na stupních vítězů

### Muži
| Disciplína                        | 1. místo               | Výkon   | 2. místo             | Výkon   | 3. místo               | Výkon   |
| Sprint (10 km)                    | Johannes Thingnes Bø   | 23:59,9 | Erlend Bjøntegaard   | 24:11,4 | Antonin Guigonnat      | 24:14,1 |
| Stíhací závod (12,5 km)           | Johannes Thingnes Bø   | 31:33,7 | Antonin Guigonnat    | 32:08,5 | Quentin Fillon Maillet | 32:14,3 |
| Závod s hromadným startem (15 km) | Quentin Fillon Maillet | 34:39,4 | Johannes Thingnes Bø | 34:53,7 | Arnd Peiffer           | 35:04,0 |

### Ženy
| Disciplína                          | 1. místo           | Výkon   | 2. místo            | Výkon   | 3. místo                    | Výkon   |
| Sprint (7,5 km)                     | Markéta Davidová   | 21:40,7 | Kaisa Mäkäräinenová | 21:42,4 | Marte Olsbuová Røiselandová | 21:44,2 |
| Stíhací závod (10 km)               | Dorothea Wiererová | 29:20,1 | Laura Dahlmeierová  | 29:26,1 | Lisa Vittozziová            | 29:36,3 |
| Závod s hromadným startem (12,5 km) | Laura Dahlmeierová | 35:32,8 | Markéta Davidová    | 35:45,9 | Vanessa Hinzová             | 35:49,2 |

## Pořadí zemí
| Pořadí | Země    | 1. místo | 2. místo | 3. místo | Celkově |
| ------ | ------- | -------- | -------- | -------- | ------- |
| 1.     | Norsko  | 2        | 2        | 1        | 5       |
| 2.     | Německo | 1        | 1        | 2        | 4       |
| 2.     | Francie | 1        | 1        | 2        | 4       |
| 4.     | Česko   | 1        | 1        | 0        | 2       |
| 5.     | Itálie  | 1        | 0        | 1        | 2       |
| 6.     | Finsko  | 0        | 1        | 0        | 1       |
|        | Celkem  | 6        | 6        | 6        | 18      |